# Émeraude (U-Boot, 1988)
Die Émeraude, Kennung S604, ist ein taktisches Atom-U-Boot der französischen Marine. Der Name geht auf eine nicht fertiggestellte U-Boot-Klasse aus den späten 1930er Jahren und eine U-Boot-Klasse aus dem Ersten Weltkrieg zurück und bedeutet übersetzt Smaragd. Die Émeraude (S 604) ist das dritte U-Boot der Rubis-Klasse.
Am 30. März 1994 kam es während einer U-Jagd-Übung zu einer Explosion im Maschinenraum der Émeraude, bei der 10 Besatzungsmitglieder starben.
Das Atom-U-Boot wurde zwischen Mai 1994 und Dezember 1995 auf den technischen Stand der Améthyste-Klasse modernisiert.
Im Juni 2009 wurde die Émeraude in den Atlantik vor die brasilianische Küste entsandt, um mit ihrer Sonarausrüstung den Flugschreiber von Air-France-Flug 447 zu orten.